# Церква святого апостола Івана Богослова (Скорики)
Церква святого апостола Івана Богослова в Скориках — парафія і храм греко-католицької громади Підволочиського деканату Тернопільсько-Зборівської архієпархії Української греко-католицької церкви в селі Скорики Тернопільського району Тернопільської области.

## Історія церкви
Старий дерев'яний храм, збудований у 1744 році, до 1946 року належав греко-католикам. Після переходу парафії до РПЦ він був у власності православної громади, а на початку 1960-х років державна влада його закрила. У 1991 році церкву реставрували, і вона стала належати громаді УАПЦ, яка згодом перейшла до ПЦУ.
Греко-католицька парафія відродилася в липні 1991 року. Оскільки власного храму не було, богослужіння проводили на цвинтарі, а потім у будинках парафіян Анни Кузьмін і Михайла Качура. З 1998 року для служб використовували переобладнаний під капличку-храм магазин.
7 травня 2002 року владика Михаїл Сабрига освятив наріжний камінь під будівництво власного храму. Вже 5 жовтня 2003 року відбулося освячення нової церкви, а 6 квітня 2010 року владика Василій Семенюк освятив престіл. У 2011 році було споруджено іконостас, виготовлення якого профінансувало ТОВ «Україна» в особі Олега Крижовачука.
При парафії діють Вівтарна дружина та братство «Апостольство молитви». У 2007, 2010 і 2011 роках для дітей та молоді організовували літні табори «Веселі канікули з Богом». Діти навчаються в недільній школі на проборстві села Климківці.

## Парохи
- о. Йосиф Краснопера (до 1946),
- о. Михайло Придатко (1991—1996),
- о. Ігор Агаманюк (1996—1997),
- о. Михайло Андрейчук (з 1 вересня 1997).